# Démodokos
Démodokos (řecky Δημοδόκος, latinsky Demodocus) je v řecké mytologii slepý pěvec, který žil na dvoře fajáckého krále Alkinoa.
V bájích se vyskytuje pouze v příběhu Odysseova bloudění při návratu z trojské války. Když jeho loď ztroskotala u břehů ostrova Scherie, dostalo se mu přátelského pohostinství u krále Alkinoa, jeho manželky Arété a jejich přívětivé dcery Nausiky. Přijali ztroskotance, aniž by měli tušení, o jak vzácného hosta jde. Při hostinách bavil hosty slepý Démodokos, který byl oblíbencem Múz, od nichž byl obdarován velkým pěveckým talentem i představivostí.
Společnost mu s obdivem naslouchala, málokdo si ale všiml, že jejich neznámý host často ukrývá svou tvář, aby nebylo vidět jeho dojetí. Poslouchal zpěv Démodokův o bojích před Trójou, který líčil události tak věrně a podrobně, jako by byl jejich účastníkem. Později pobavil posluchače písní o lásce boha války Area a bohyně krásy a lásky Afrodíty. Odysseus pěvci vyslovil svůj obdiv a jeho zpěv označil za vzácný dar bohů. Pak požádal Démodoka, aby ještě zazpíval o posledních událostech války, kdy Řekové postavili velkého dřevěného koně, do jehož útrob se nechalo zavřít pár význačných bojovníků, kteří se tak lstí dostali za trojské hradby a tím přivodili zkázu velkého města.
Také při tomto zpěvu byl Odysseus dojat, jeho slzy zpozoroval i král Alkinoos a tak zatím neznámý host prozradil svou identitu. Fajákové potom Odysseovi vystrojili velkou pevnou loď, která ho přivezla zpět na jeho Ithaku.
Příběh pěvce Démodoka je vylíčen v VIII. zpěvu Homérovy Odysseie. Odysseus mu zde vyjadřuje svůj obdiv slovy: ... "Tebe já, Démodoku, zvlášť velebím nad všechny lidi. Tebe buď Apollón učil, neb dcera Diova, Múza... ... ihned po celém světě chci rozhlásit veškerým lidem, tobě že božský zpěv byl vštípen milostí boží!"
V antice byl Démodokos chápán jako Homérův autoportrét.